# Snape with Thorp
Snape with Thorp – civil parish w Anglii, w North Yorkshire, w dystrykcie (unitary authority) North Yorkshire. W 2011 civil parish liczyła 410 mieszkańców.